# Sant Joan
Sant Joan (tên chính thức bằng tiếng Tây Ban Nha: San Juan) là một đô thị trên đảo Mallorca, thuộc quần đảo Baleares, Tây Ban Nha. Giáp với Petra, Villafranca de Bonany, Porreres, Montuïri, Lloret de Vistalegre, và Sineu.